# Gabriel Ortega Sanz
Gabriel Ortega Sanz (Madrid, 28 de febrero de 1977) es un actor, cantante, guionista, gestor cultural y político español. Es integrante del dúo musical Rojo Cancionero y Banderas Rotas, dedicado a la canción de protesta. Durante 3 años fue guionista del programa Carne cruda en la emisora Radio 3. Fue concejal del Ayuntamiento de Móstoles entre 2015 y 2023. Asimismo, entre 2016 y 2019, ocupó la segunda tenencia de Alcaldía y el Área de Gobierno de Cultura, Bienestar Social y Vivienda.

## Biografía

### Primeros años y actividad como cantante, actor y guionista
En 1998 se especializó en gestión cultural y dramaturgia con la profesora Gianula Kanelos, así como en elaboración de proyectos culturales junto al director de teatro Juan Pastor Millet y la actriz Teresa Valentín Gamazo. Entre 2009 y 2012 formó parte el equipo de guionistas del programa de radio Carne Cruda, de Radio 3, hasta que la dirección de Radio Nacional de España decidió cancelar el espacio. En abril de 2010 pasó a formar parte del dúo Rojo Cancionero y Banderas Rotas junto al cantante Salvador Amor, con el que ha editado seis álbumes.

### Actividad política

#### Entrada en el Ayuntamiento de Móstoles
Antes de formar parte de Podemos estuvo militando durante 25 años en Izquierda Castellana. En 2015 pasó a formar parte del partido político Podemos y se presentó a las primarias de la candidatura de confluencia Ganar Móstoles (de la que formaban parte Podemos, Equo y colectivos sociales de la ciudad) para las elecciones municipales de mayo de dicho año. La candidatura, que Ortega encabezó, obtuvo 19 690 votos (19,92%) y 6 concejales. Al perder el Partido Popular la mayoría absoluta que ostentaba hasta ese momento en el consistorio, tanto el Partido Socialista Obrero Español (PSOE; 7 concejales) como Ganar Móstoles (6 concejales) e Izquierda Unida Comunidad de Madrid-Los Verdes (IUCM-LV; 2 concejales) decidieron pactar la investidura del socialista David Lucas, que formó un gobierno en el que se integró, además del PSOE, IUCM-LV. Los concejales de Ganar Móstoles apoyaron la investidura de Lucas y pasaron a la oposición.

#### Miembro de la Junta de Gobierno
Tras varios meses de negociaciones del Grupo Municipal de Ganar Móstoles, el 18 de julio de 2016 se acordó e hizo efectiva su incorporación de concejales de este a la Junta de Gobierno Local. Tras esta decisión, Ortega se convirtió en segundo teniente de alcalde y concejal delegado de Cultura, Bienestar Social y Vivienda. Se mantuvo en el cargo tras la dimisión de David Lucas y la investidura como alcaldesa de Noelia Posse en febrero de 2018.

#### Participación enMás Madrid
En noviembre de 2018 anunció su intención de presentarse a las elecciones municipales de 2019 y reeditar la candidatura de Ganar Móstoles, sumando, además de Equo, a Izquierda Unida, bajo el nombre de «Unidos Podemos Ganar Móstoles», emulando así el mismo modelo de coalición electoral que se había realizado a nivel nacional para las elecciones generales de 2016. Así, el 10 de enero de 2019, presentó junto al resto de concejales del grupo municipal su candidatura a las primarias de Podemos Móstoles a la alcaldía de la ciudad, aunque 18 días más tarde la retiró tras la decisión de Mónica Monterreal, miembro del consejo ciudadano de Podemos Móstoles y cercana al sector del líder del partido, Pablo Iglesias, de presentar una candidatura alternativa para competir contra él. Ortega, cercano al sector del dirigente de Podemos Íñigo Errejón, expresó públicamente su decepción por la decisión de Monterreal y la calificó como una «mera prolongación de la guerra del aparato del partido por el control interno».
El 7 de febrero de 2019 anunció en una entrevista en Cadena SER Madrid Oeste que persistía en su intención de presentarse a los comicios locales con una candidatura independiente junto a sus compañeros del grupo municipal. A finales de ese mes, se confirmó que Ganar Móstoles se presentaría como partido independiente junto a Más Madrid, la nueva formación política lanzada por Errejón, que apostó en enero de 2019 por concurrir a las elecciones fuera de la estructura de Podemos y junto con la alcaldesa de Madrid, Manuela Carmena. Finalmente, el 1 de abril de 2019 se anunció la victoria en las primarias de Ortega y su condición de aspirante a la alcaldía de la ciudad como cabeza de la lista de Más Madrid-Ganar Móstoles, en la que se integraron todos los concejales que habían formado parte del grupo municipal, así como miembros de Equo y de la sociedad civil. Ortega también fue incluido, tras superar las primarias, en el puesto 29 de la candidatura de Más Madrid de cara a las elecciones a la Asamblea de Madrid de 2019.
Tras las elecciones municipales de Móstoles de 2019, Más Madrid-Ganar Móstoles obtuvo 8.133 votos (8,41%) y 2 concejales. De esta forma, Ortega pasó a ocupar la concejalía de Políticas Ambientales y Cultura dentro del nuevo gobierno municipal, encabezado por Noelia Posse.
El 7 de octubre de 2019, su formación abandonó el gobierno municipal, tras la salida a la luz de los casos de nepotismo de la alcaldesa Noelia Posse. Ortega pasó a ocupar únicamente la portavocía del grupo municipal de Más Madrid-Ganar Móstoles, realizando una férrea oposición contra la alcaldesa socialista.

## Discografía
Como integrante de Rojo Cancionero y Banderas Rotas ha participado en los siguientes álbumes:
- Banderas Rotas (2010)
- Rojo y Directo (2011)
- Somos Pueblo (2012)
- Respira Profundo (2013)
- El pan y la paz... (2015)
- #Camino (2016)